# Hespérie du millet
Pelopidas thrax
Espèce
L’Hespérie du millet (Pelopidas thrax) est une espèce de lépidoptères de la famille des Hesperiidae et de la sous-famille des Hesperiinae.

## Taxonomie
L'espèce Pelopidas thrax a été décrite par Jakob Hübner en 1821.

### Noms vernaculaires
L'Hespérie du millet se nomme Millet Skipper ou White Branded Swift en anglais.

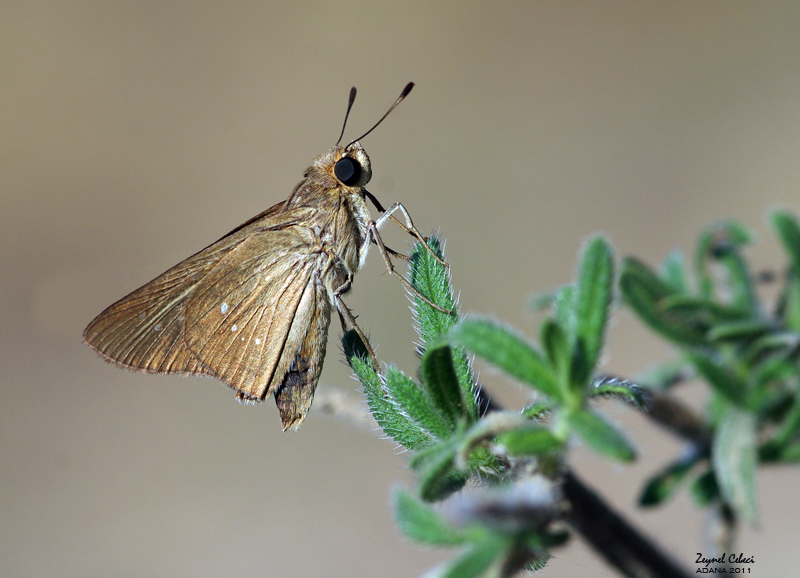
Revers de l'Hespérie du millet

### Sous-espèces
- Pelopidas thrax thrax
- Pelopidas thrax masta Evans, 1949
- Pelopidas thrax inconspicua (Bertolini, 1850)[1]

## Description
L'Hespérie du millet est un petit papillon au dessus de couleur marron, avec aux ailes antérieures  une ornementation de taches blanches en alignement courbe.
Le revers est semblable.

## Biologie

### Période de vol et hivernation
L'Hespérie du millet vole en une ou deux générations, une en juin en Grèce, deux entre mai et mi-octobre en Turquie.

### Plantes-hôtes
Les plantes-hôtes de sa chenille sont inconnues en Europe, en Afrique du nord c'est Panicum miliaceum.

## Écologie et distribution
L'Hespérie du millet est présente en Grèce, en Turquie, en Israël, au Liban, en Syrie, en Irak, en Arabie saoudite et en Inde,.

### Biotope
L'Hespérie du millet réside dans les lieux herbus chauds et secs.

### Protection
Pas de statut de protection particulier.